# 1,1,1-Trifluoretán
Az 1,1,1-trifluoretán vagy R-143a vagy egyszerűen trifluoretán a részlegesen fluorozott szénhidrogének közé tartozó színtelen, átlátszó gáz. Nem keverendő össze izomer vegyületével, az 1,1,2-trifluoretánnal.
Kritikus hőmérséklete 73 °C.
Önmagában vagy más anyagokkal keverve hűtőközegként alkalmazzák. Mivel a hűtőközegként alkalmazott klórozott-fluorozott szénhidrogénektől eltérően nem tartalmaz klórt, ezért az ózonréteget nem károsítja, de nagyfokú kémiai stabilitása és az infravörös fény elnyelése miatt hatékony üvegházgáz.
Hajtógázként is használják az elektronikai eszközök tisztítására szolgáló sűrített levegős spray-kben.

## Fordítás
Ez a szócikk részben vagy egészben a 1,1,1-Trifluoroethane című angol Wikipédia-szócikk ezen változatának fordításán alapul.  Az eredeti cikk szerkesztőit annak laptörténete sorolja fel. Ez a jelzés csupán a megfogalmazás eredetét és a szerzői jogokat jelzi, nem szolgál a cikkben szereplő információk forrásmegjelöléseként.